# Alexander ben Salomon Wimpfen
Alexander ben Salomon Wimpfen († 7. September 1307 in Frankfurt am Main), auch Süsskind Wimpfen genannt, war Kaufmann in Frankfurt. Berühmt wurde er durch die Bergung der Leiche des Rabbi Meir ben Baruch, genannt von Rothenburg (ca. 1215–1293).

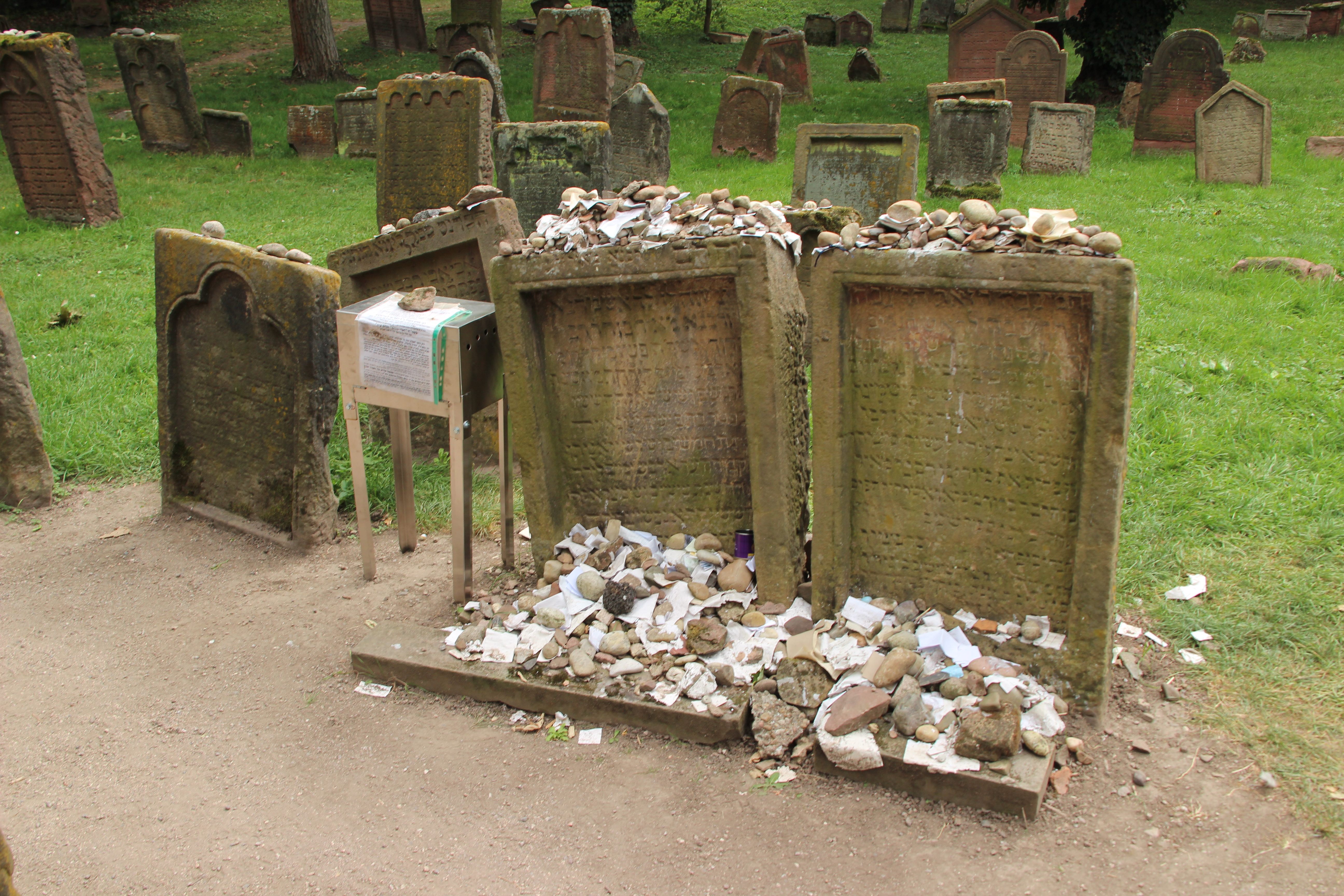
Grabstein des Alexander ben Salomon Wimpfen (rechts), links: Grabstein des Meir ben Baruch, genannt von Rothenburg

Meir ben Baruch war ein berühmter Rabbiner und Talmudgelehrter. Er galt in den Augen der Obrigkeit als Anstifter einer Auswanderungswelle nach Palästina, die sie als finanzielle Bedrohung wertete. 1286 verhaftet, wurde er von König Rudolf I. in Ensisheim eingekerkert, um den jüdischen Gemeinden in Deutschland Geld abzupressen. Meir selbst verbot eine Zahlung, um keinen Präzedenzfall für die Verhaftung anderer Rabbiner zu schaffen und starb 1293 in Gefangenschaft. Aber auch seine Leiche wurde zurückgehalten, um damit noch Geld zu erpressen.
1307 gelang es dem Frankfurter Kaufmann Alexander ben Salomon Wimpfen unter Aufopferung seines gesamten Vermögens – wie die Legende berichtet – die Leiche für mehr als 20.000 Pfund Silber auszulösen. Alexander selbst überführte die Leiche nach Worms, wo sie nach dem Wunsch von Meir auf dem jüdischen Friedhof, Heiliger Sand, bestattet wurde. Alexander selbst verstarb nur wenige Wochen später, am Versöhnungstag, und wurde neben Meir begraben. Beide Gräber genießen bis heute einen hohen Grad der Verehrung.
Der Grabstein des Alexander ben Salomon Wimpfen trägt nach der alten Inventarisation die Nummer 89, nach der Nummerierung des Salomon Ludwig Steinheim-Instituts die Nummer 794.